# Сенявин, Алексей Наумович
Алексе́й Нау́мович Синя́вин (Сеня́вин) 5 октября 1722 — 11 августа 1797, Санкт-Петербург) — русский адмирал из рода Сенявиных, участник  Русско-турецкой войны (1735—1739), Русско-шведской войны (1741—1743), Семилетней войны и Русско-турецкой войны (1768—1774), командующий Донской и Азовской военными флотилиями.

## Биография

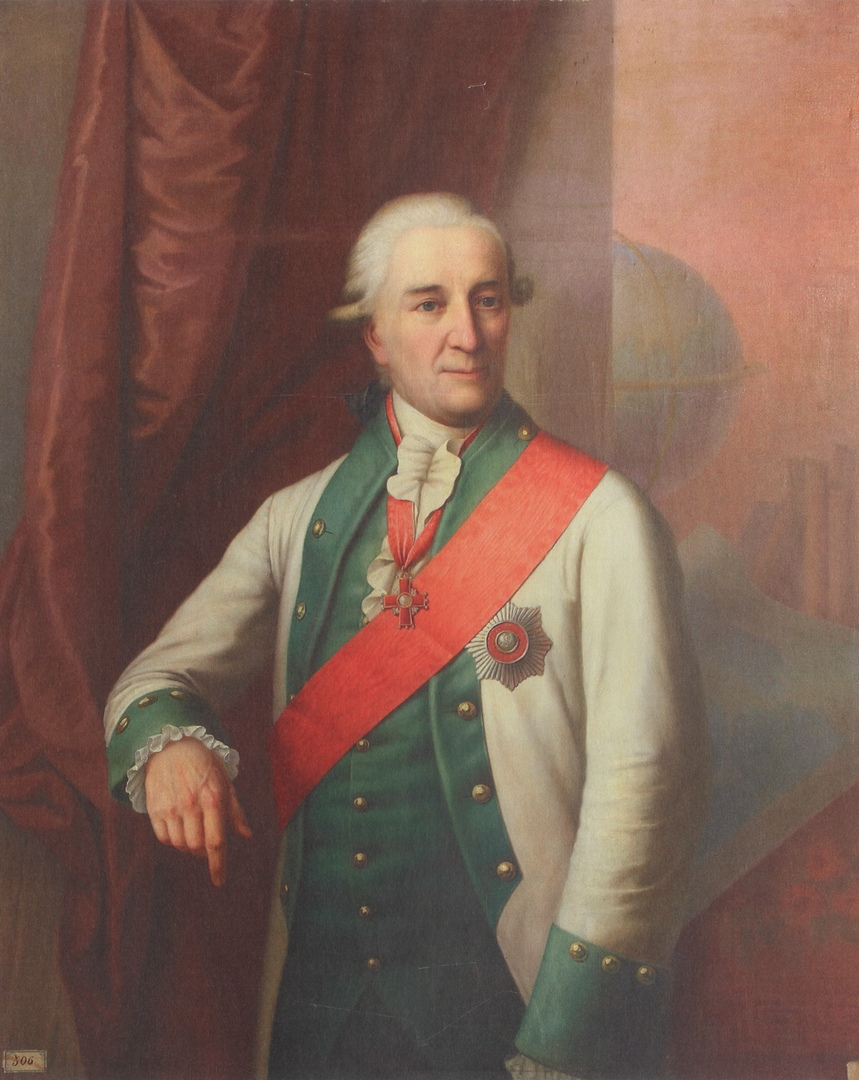
Портрет А.Н. Сенявина работы неизвестного художника, конец XIX века

### Происхождение
Родился 5 октября 1722 года. Сын петровского вице-адмирала Наума Акимовича Сенявина (Синявина) (1680—1738) и Нениллы Фёдоровны Языковой (1688—1738), двоюродный дядя адмирала и члена Государственного совета Дмитрия Николаевича Сенявина.

### Служба
Алексей Наумович, в уважение заслуг отца, начал службу во флоте прямо с мичманского чина 5 сентября 1734 года. В 1735—1739 годах, состоя адъютантом при своём отце, принимал участие в русско-турецкой войне. По окончании войны был переведён в Балтийский флот и в 1741—1743 годах сражался против шведов. Следующей кампанией Сенявина была Семилетняя война, где он, командуя линейным кораблём «Святой Павел», отличился в 1760 году при морской блокаде крепости Кольберг. В 1762 году Сенявин, будучи в чине капитана 1-го ранга, вышел в отставку.
Вся блестящая деятельность адмирала, как лучшего моряка своего времени, приходится на царствование императрицы Екатерины II.
Вновь призванный на службу в 1766 году в качестве генерал-казначея Адмиралтейства, Сенявин через два года был произведён в контр-адмиралы. 9 ноября 1768 года, по случаю начавшейся войны против турок, императрица поручила ему организацию Донской экспедиции с задачей построить на старых петровских верфях на Дону различного типа суда, которые могли бы затем действовать на Азовском и Чёрном морях. Поручение, требовавшее быстроты и особой сообразительности, привело к возрождению Донской (Азовской) флотилии, задача которой заключалась в том, чтобы оказать активное содействие сухопутным войскам, начавшим вскоре военные действия в Причерноморье и Крыму. В 1769 году Сенявин был произведён в вице-адмиралы, ему также было поручено восстановление Таганрога.
Для лучшего успеха морского предприятия требовалось избрать такой род военных судов, который бы отвечал как местным условиям плавания на мелководных местах, так и боевым требованиям, потому что опыты прежних лет в этом отношении были неудовлетворительны. Такой новый род судов, получивший название «новоизобрётенных кораблей», и соединявший все искомые условия, был построен к 1771 году на Дону и, сплавленный к Таганрогу, помог овладению Крымом со стороны наших войск; за эти труды Сенявин был в 1771 году награждён орденом Святого Александра Невского.
В 1773 году Сенявин с порученною ему флотилией уже действовал так успешно против турок на море, что навсегда закрыл неприятельским судам вход в Азовское море занятием крепостей Еникале и Керчи. В следующем 1774 году с флотилией, стоявшей у Керченского пролива, он отразил нападение турецкого корабельного флота и, несмотря на крайнее неравенство сил, принудил его отступить с уроном.
Таким образом, условиями заключенного в этом году Кучук-Кайнарджийского мира, благодаря содействию Донской флотилий, России были возвращены Азов и Таганрог и отданы Керчь с Еникале, открывавшие для русских судов вход в Чёрное море.
В 1775 году, после победы в Русско-турецкой войне 1768—1774, возникла необходимость в верфи на Чёрном море для строительства полноценного военного флота. Для определения места была организована экспедиция, которую и возглавил Сенявин. Именно он выбрал место для основания Херсона и предложил строить корпуса судов под прикрытием укрепления Александр-Шанц, а после этого спуская их в Днепро-Бугский лиман, оснащать орудиями, мачтами и такелажем. Так и строили корабли в Херсонском адмиралтействе вплоть до его ликвидации в 1827 году.
Наградами трудов и заслуг Сенявина было производство его в адмиралы 10 июля 1775 года, а также пожалование орденов: Святой Анны 1-й степени (1775 год), Св. Александра Невского (1771год), Святого Андрея Первозванного (1794 год) и Святого Владимира 1-й степени (1795 год).
В 1788 году, за понесёнными трудами и тяжёлой болезнью, он был уволен от службы, но в 1794 году, по выздоровлении, снова поступил с назначением присутствовать в Адмиралтейств-коллегии.
Умер 11 августа 1797 года в Санкт-Петербурге, похоронен на Лазаревском кладбище Александро-Невской лавры; в 1870-х годах его прах там же был перенесён на Тихвинское кладбище. На могиле установлена мраморная колонна, увенчанная урной с пламенем. Синявин родился с такой фамилией и умер под такой же фамилией. На доске помещена следующая эпитафия, сочинённая будущим санкт-петербургским вице-губернатором С. Н. Завалиевским:
«Здесь, под камнем сим,

Лежит преславный адмирал, 

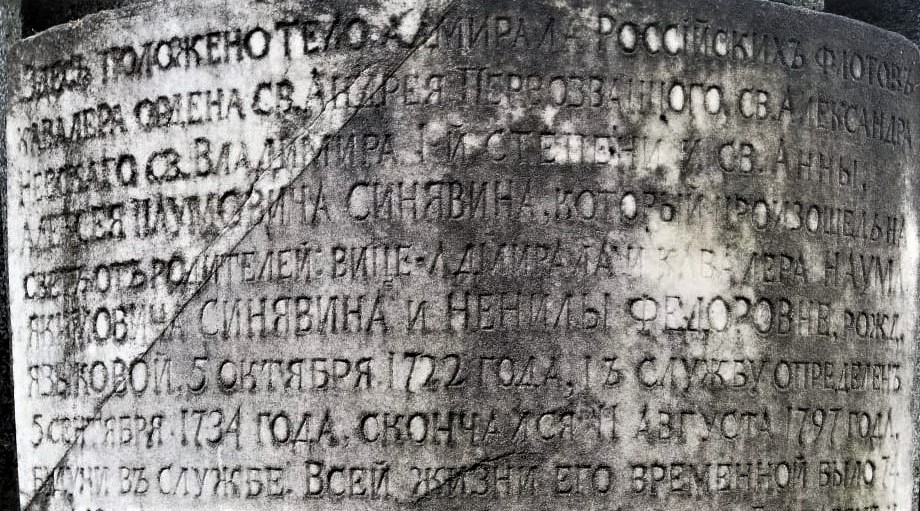
Надпись на могиле адмирала Сенявина в Санкт-Петербурге

Кой лести не любил, коварство презирал, 

Синявин доблестен, вождь мудрый, милосердный, 

Оставивший к себе почтенья храм бессмертный, 

Друг человечества, друг верной правоты. 

Прохожий, помолись об нем Творцу и ты!»

### Основание Таганрога
Екатерина II писала Синявину 10 ноября 1769 года: «11.Таганрогскую гавань отдаем Мы совсем в ведомство ваше, Всемилостивейше препоручая вам поставить оную в такое состояние, чтоб она могла служить как убежищем судам, так и для построения оных, а наипаче галер и других судов по тому месту способных, и чтоб будущая в кампанию 770-го году флотилия во оной уже зимовать могла… От усерднаго вашего к службе усердия и ревности уверены Мы, что вы конечно не упустите ничего к произведению в действо всего вам порученнаго, к умножению тем оказанных уже Нам заслуг и Нашего противу того Монаршаго к вам благоволения».
В личном письме А. Н. Синявину императрица уточняет задачи на 1770 год: «Главный предмет будущего года на Азовском море, кажется, быть должен для закрытия новозаведенных крепостей, чтоб сделать нападение на Керчь и Тамань и завладеть сими крепостями, чтобы через то получить зунд (пролив) Чёрного моря в свои руки и тогда нашим судам свободно будет крейсировать до самого Цареградского канала и до устья Дуная».
В конце апреля 1771 года А. Н. Синявин сообщает президенту Адмиралтейской коллегии графу И. Г. Чернышёву: «При всей моей скуке и досаде, что флот ещё не готов, Ваше сиятельство, вообразите мое удовольствие видеть с 87-футовой высоты стоящие перед гаванью (Да где ж? В Таганроге!) суда под военным российским императорским флагом, чего со времени Петра Великого … здесь не видали». А в конце мая 1771 года под командой Сенявина находился уже 21 корабль с 450 орудиями и 3300 членами экипажей. В июне Азовская флотилия поддерживала взятие Перекопа, крепостей Керчь и Еникале, отбивала попытки турецкого флота блокировать продвижение русских по восточному берегу Крыма и обеспечивала другие действия армии генерала В. М. Долгорукова. В том же году флотилия перебазировалась из Таганрога в Керчь, а Таганрог превратился в купеческий портовый город.
В Ростовской области, на полпути по железной дороге между Ростовом и Таганрогом, расположено село Синявское, основанное адмиралом в 1770 году. Здесь он поставил свой первый маленький деревянный дом, купленный у коменданта крепости Святого Дмитрия Ростовского И. А. Потапова и привезённый в разобранном виде на лодках к месту временного проживания на правый высокий берег у впадения речки Донецкий Чулек в Мертвый Донец.

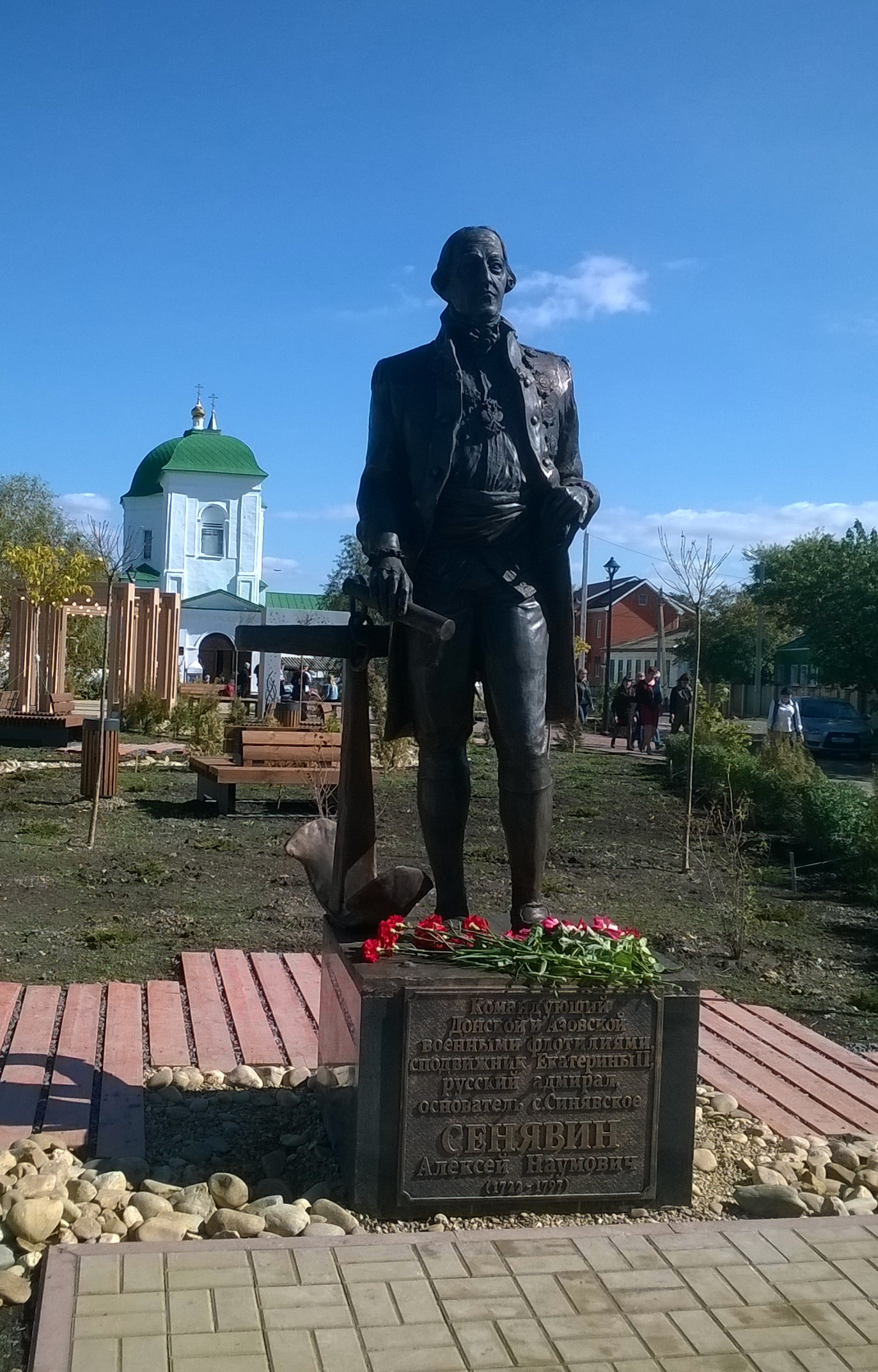
Адмирал Алексей Наумович Сенявин, памятник в селе Синявском Ростовской области.

## Семья
Был женат с 1760 года на Анне-Елизавете фон Сенявина (урожд. фон Брауде, по другим данным — фон Брадке) (1733—1776) и имел одного сына и четырёх дочерей:
- Анастасия Алексеевна (1760—18..), муж Василий Иванович Нелидов (1751—1810), их дочь Мария была замужем за графом В. Ф. Адлербергом.
- Екатерина Алексеевна (1761—1784), фрейлина, с 1781 года жена графа С. Р. Воронцова.
- Мария Алексеевна (1762—1822), фрейлина, статс-дама, с 1781 года жена А. Л. Нарышкина.
- Анна Алексеевна (1763—15.01.1820[4]), не замужем.
- Григорий Алексеевич (1767—1831), капитан-командор, его сын сенатор И. Г. Сенявин.

## Память
- В честь адмирала названо село Синявское в Ростовской области.
- В селе Синявское в 2019 году А.Н.Синявину установили памятник[5].